# LIBRIS
LIBRIS是的縮寫，意為圖書館資訊系統，是一個瑞典的聯合目錄，由位於斯德哥爾摩的瑞典皇家圖書館維護。瑞典共約650萬個書目，可供自由搜尋。
除了書目紀錄，對於每本書或出版物，LIBRIS都包含一個關於人物的作者檔案。每一個人物都有一筆紀錄，把名稱、出生日期和職業連繫到一個獨一無二的標識符。
這個瑞典聯合目錄的MARC Code是SE-LIBR，正常化：selibr。
LIBRIS的發展可以追溯至1960年代中期。正當整合各圖書館是一個自二戰後困擾了二十年的問題時，1965年一個政府委員會出版一份報告，有關應用電腦於研究圖書館。1965年的政府預算產生了一個研究圖書館議會（瑞典語：Forskningsbiblioteksrådet，FBR）。一份初步設計文件Biblioteksadministrativt Information System (BAIS)在1970年5月出版，而LIBRIS這個從Library Information System而來的縮寫，則用於一個始於1970年7月1日的技術委員會小組。自從1972年起，最新消息通訊LIBRIS-meddelanden（ISSN 0348-1891）開始發行，自從1997年起上線。

## 外部連結
- National Library of Sweden: LIBRIS (select "In English" from the top menu, default language is Swedish)
- Open Data, Information about LIBRIS bibliographic records and authority file as open data, 3 April 2012.